# Чепуров, Виктор Николаевич
Виктор Николаевич Чепуро́в (род. 2 февраля 1926 - 30 мая 2018) — советский и российский скрипач, музыкальный педагог. Народный учитель Российской Федерации (2001), почётный гражданин Московской области (2005).

## Биография
Виктор Чепуров родился 2 февраля 1926 года в Новокузнецке в многодетной семье, детство провёл в Томской области. Его отец Николай Николаевич пел в церковном хоре и привил своим детям любовь к музыке. Виктор Чепуров учился в музыкальной школе игре на скрипке. Организованный его отцом семейный оркестр часто ездил с гастролями по стране.
После начала Великой Отечественной войны работал в тылу, затем в возрасте 17 лет добровольцем ушёл на фронт. Воевал в составе 317 краснознамённой Будапештской стрелковой дивизии. Дошёл до Праги, затем участвовал в советско-японской войне. После окончания боевых действий служил в 10 воздушной армии, организовал там три ансамбля — солдатский, офицерский и для детей офицеров. Позднее перешёл в Дальневосточный ансамбль песни и пляски. Отправившись на учёбу в Москву, опоздал на экзамены в институт Гнесиных, после чего устроился учителем музыки в школу № 12 на станции Чкаловская (Щёлково).
В школе № 12 Чепуров организовал детский оперный театр. В 1957 году в театре была поставлена первая опера «Гуси-лебеди». Школьный театр, также получивший название «Гуси лебеди», вскоре обрёл большую популярность. Он выступал с гастролями в стране и за рубежом. Выступления театра транслировались по всесоюзному радио и телевидению. Большим тиражом была издана книга Чепурова «Музыка в школе», которая поспособствовала появлению многих самодеятельных детских оперных театров. Педагогическую деятельность Виктора Чепурова высоко оценивали Дмитрий Кабалевский, Георгий Струве, Наталия Сац, Тихон Хренников, Иван Козловский и другие композиторы. Дмитрий Кабалевский отмечал: «Ваш театр завоевал славу яркого очага детской художественной культуры нашей страны. Все сделанное В. Н. Чепуровым для развития искусства юных — настоящий педагогический подвиг».
В 2000 году Виктор Чепуров опубликовал «Каталог детских опер», куда вошли 163 произведения. В 2003 году его имя было включено в энциклопедию «Лучшие люди России». Помимо преподавания музыки он также занимался детским туризмом, организовал множество походов по стране. Активно занимался общественной работой, выступал с лекциями.
Виктор Чепуров обучил музыке более 3000 детей. Среди его воспитанников профессор Московской консерватории, декан факультета зарубежной музыки, доктор искусствоведческих наук Михаил Сапонов. Он был первым исполнителем роли Совы в опере «Гуси-лебеди».

## Награды
В области образования
- Знак «Отличник народного просвещения» (1960)[1]
- Заслуженный учитель РСФСР (1972)[1]
- Заслуженный деятель Всероссийского музыкального общества (2000)[1]
- Народный учитель Российской Федерации (2001)[1]
- Почётный гражданин Московской области (2005)[1]

За участие в Великой Отечественной войне
- Орден Отечественной войны I степени[1]
- Медаль «За победу над Германией в Великой Отечественной войне 1941—1945 гг.»[1]
- Медаль «За победу над Японией»[1]
- Медаль «За доблестный труд в Великой Отечественной войне 1941—1945 гг.»[1]
- Медаль Жукова[1]
- Медаль «Ветеран труда»[1]
- Медаль «В память 850-летия Москвы»[1]